# Bailey Ober
John Bailey Ober (Huntersville, 12 luglio 1995) è un giocatore di baseball statunitense, che gioca nel ruolo di lanciatore per i Minnesota Twins della Major League Baseball (MLB).